# Parastoo Ahmadi
Parastoo Ahmadi, född 21 mars 1997 i Nowshahr, är en iransk sångerska och kvinnorättsaktivist. 
I december 2024 höll Ahmadi en konsert i Iran, där hon sjöng utan slöja, iförd en svart, ärmlös klänning med mycket tunna axelband, så kallade spaghettiband. Den 14 december frihetsberövades hon och två av hennes musiker. Anledningen var att hon hade brutit mot Irans juridiska och kulturella regler.